# Bouanane
Bouanane (en àrab بوعنان, Būʿnān; en amazic ⴱⵓⵄⵏⴰⵏ) és una comuna rural de la província de Figuig, a la regió de L'Oriental, al Marroc. Segons el cens de 2014 tenia una població total de 10.035 persones.